# ولسوالی ینگی‌قلعه
ینگی‌قلعه یکی از ولسوالی های استان تخار در شمال شرقی افغانستان است  با جمعیت نزدیک به ۳۹،۳۹۸ نفر، مردم در این ولسوالی به زبان های اوزبیکی و فارسی صحبت می‌کنند. از نظر اقتصادی جمعیت این ولسوالی عمدتاً به کشاورزی اشتغال دارند. محصولات اصلی برنج و گندم است و برنج مازاد آن به ولسوالی‌ها و ولایات همجوار صادر می‌شود. در این ولسوالی۶۴ روستا وجود دارد.

## موقعیت جغرافیایی
ینگی‌قلعه ۲۴۷ کیلومتر مربع مساحت دارد که نسبتاً معادل مالت است. این ولسوالی در حوضه آبریز رودخانه آب رستاق، از شاخه‌های رودخانه پنج قرار دارد. یک جاده اصلی وجود دارد که از مرکز ولسوالی به مرکز ولسوالی خواجه بهاءالدین می‌رود، تا مرکز ولسوالی دشت قلعه ادامه می‌یابد و به مرکز ولسوالی در ولسوالی خواجه غار ختم می‌شود.
این ولسوالی از شرق با ولسوالی چاه‌آب، از جنوب شرقی با ولسوالی رستاق، از جنوب غربی با ولسوالی خواجه بهاءالدین، از غرب با ولسوالی درقد و از شمال به ولایت ختلان همسایه است. همه ولسوالی‌های هم مرز در ولایت تخار افغانستان قرار دارند به جز ختلان که یکی از استان‌های تاجیکستان است.
رودخانه پنج ینگی‌قلعه را از تاجیکستان جدا می‌کند.

## تاریخچه
امان‌الله شاه در دهه ۱۹۲۰ تلاش کرد تا منطقه را با گروه‌های غیر بومی مستعمره کند. پشتو زبانان به منطقه رسیدند و با ازبک‌ها و تاجیک‌های بومی درگیر شدند.
این ولسوالی از سال ۱۹۷۳ زمانی که محمد اشرف نقشه ۳۲۵ ولسوالی افغانستان را ترسیم کرد، رسماً وجود داشته و ثبت شده است. این مجموعه تا سال ۱۹۹۸ به نقشه ۳۲۹ افزایش یافت و ینگی‌قلعه بدون تغییر در نقشه باقی ماند.

## جمعیت شناسی
این ولسوالی ۲۳۹۶۰ نفر سکنه دارد که نیمی از نفوس آن مرد و نیمی دیگر زن هستند. میانه سن ۱۶/۵ سال است و ۴۳/۲ درصد افراد در منطقه کار می‌کنند. ۴۳/۸ درصد از آنها به دنبال کار بودند اما نتوانستند کاری پیدا کنند. میانگین خانوار ۶/۷ نفر است، یعنی حدود ۳۵۷۶ خانوار در منطقه وجود دارد.

## اقتصاد
بیشتر مردم ینگی‌قلعه به کشاورزی مشغول هستند. اما فناوری‌های کشاورزی که کشاورزان در اختیار دارند کافی نیست و سیستم‌های آبیاری نیز عقب‌مانده و کم است. در این ولسوالی مراکز قالی و قالی بافی وجود دارد، اما مرکز تجاری قالی نیست. ینگی‌قلعه یک معدن طلا دارد.

## بهداشت و درمان و آموزش
ینگی‌قلعه در سال ۲۰۱۵ حدود ۴۵ درصد نرخ باسوادی برای افراد ۱۵ تا ۲۴ ساله داشت. این ولسوالی دارای برخی فرصت‌های تحصیلی محدود از جمله مدارس است، اما مدارس فاقد بودجه، کارکنان، ساختمان‌ها و تجهیزات هستند که منجر به پایین کشیدن سطح سواد می‌شود. علاوه بر این، این منطقه فاقد دانشگاه است.
دسترسی به مراقبت‌های پزشکی با سه مرکز پزشکی واقع در این ولسوالی وجود دارد، با این حال نرخ مرگ و میر به دلیل کمبود پزشکان آموزش دیده، بیمارستان منطقه‌ای و آب آشامیدنی سالم همچنان بالاست.